# Who's that lady with my man
Who's that lady with my man is een single van de Schotse zangeres Kelly Marie uit april 1976. Roberto Danova produceerde het nummer en hij schreef het samen met Gavin Dare en David Howman. Ze had er geen hit mee in eigen land, maar haalde wel de vijfde positie in Frankrijk.
Het nummer werd enkele keren gecoverd, waaronder door Patricia Paay die er in 1977 haar grootste hit in haar solocarrière mee had. De single behaalde de hitlijsten in Nederland, België en Duitsland. Een remix ervan uit 2009 werd opnieuw een hit in Nederland.
Hitnoteringen Frankrijk
De single van Kelly Marie was in Frankrijk drie maanden lang een hit.
| Hitnoteringen: juli t/m september 1976 | Hitnoteringen: juli t/m september 1976 | Hitnoteringen: juli t/m september 1976 | Hitnoteringen: juli t/m september 1976 | Hitnoteringen: juli t/m september 1976 |
| Maand:                                 | 1                                      | 2                                      | 3                                      |                                        |
| -------------------------------------- | -------------------------------------- | -------------------------------------- | -------------------------------------- | -------------------------------------- |
| Positie:                               | 12                                     | 5                                      | 10                                     | uit                                    |

## Covers
Richard Anthony bracht in 1976 de cover Voilà pourquoi je t'aime (Voilà pourquoi je l'aime) uit. Dit was een vertaling van Patrick Loiseau. Hij plaatste het op de B-kant van zijn single Je n'ai que toi.
Anita Hirvonen kwam in 1977 met een vertaling in het Fins, getiteld Ken tuo nainen oikein on. De vertaling kwam van de hand van Pertti Reponen.  Het verscheen op haar elpee Villitsee mun. Een jaar later was deze Finse versie te horen op het album Huipulla 14 van Pauliina (Paola Suhonen).
Vlaams zangeres en model Wendy van Wanten kwam in 1994 met een Nederlandse vertaling, getiteld Alle schuld. Ze bracht het uit op haar album Blijf nog 1 nacht. Deze vertaling kwam van Jo De Clercq.

### Patricia Paay
Patricia Paay bracht eind 1976 haar versie uit die aan het begin van 1977 de hitlijsten bereikte in Nederland, België en Duitsland.
Het nummer werd geproduceerd door Jaap Eggermont. Midden in de nacht belde hij Paay op om haar te vertellen dat hij een "geweldig" nummer in Frankrijk had gehoord. Zij ging meteen de volgende dag naar hem toe om ernaar te luisteren en een week later stond zij met Eggermont in de opnamestudio. Paay vertelde hier toen over: "Dat is nu weer een plaat waar ik helemaal achter sta. En het werken met Jaap is een geweldige ervaring. Hij weet nog net dat uit je te halen wat je zelf niet meer ziet zitten."
Who's that lady with my man kwam op nummer 2 van zowel de Top 40 als de Nationale Hitparade te staan. Het nummer Living Next Door to Alice van Smokie, dat de volle steun had van Felix Meurders, hield de single tegen om door te dringen naar de eerste plaats. De single werd uiteindelijk de grootste hit in haar carrière, met hitnoteringen in de Nederlandse lijsten, België en Duitsland.
De dance-remix die John Marks hiervan maakte, stond in 2009 in de Top 100. Patricia Paay, toen 60 jaar oud, werkte aan deze versie als featuring artist mee en trad er ook mee op op televisie, zoals tijdens het programma Life4You van Carlo Boszhard en Irene Moors.

#### Hitnoteringen in 1977
Nederlandse Top 40
| Hitnotering: week 2 t/m 12 in 1977 | Hitnotering: week 2 t/m 12 in 1977 | Hitnotering: week 2 t/m 12 in 1977 | Hitnotering: week 2 t/m 12 in 1977 | Hitnotering: week 2 t/m 12 in 1977 | Hitnotering: week 2 t/m 12 in 1977 | Hitnotering: week 2 t/m 12 in 1977 | Hitnotering: week 2 t/m 12 in 1977 | Hitnotering: week 2 t/m 12 in 1977 | Hitnotering: week 2 t/m 12 in 1977 | Hitnotering: week 2 t/m 12 in 1977 | Hitnotering: week 2 t/m 12 in 1977 | Hitnotering: week 2 t/m 12 in 1977 |
| Week:                              | 1                                  | 2                                  | 3                                  | 4                                  | 5                                  | 6                                  | 7                                  | 8                                  | 9                                  | 10                                 | 11                                 |                                    |
| ---------------------------------- | ---------------------------------- | ---------------------------------- | ---------------------------------- | ---------------------------------- | ---------------------------------- | ---------------------------------- | ---------------------------------- | ---------------------------------- | ---------------------------------- | ---------------------------------- | ---------------------------------- | ---------------------------------- |
| Positie:                           | 31                                 | 17                                 | 11                                 | 9                                  | 3                                  | 2                                  | 2                                  | 5                                  | 16                                 | 31                                 | 39                                 | uit                                |

Nationale Hitparade
| Hitnotering: week 2 t/m 11 in 1977 | Hitnotering: week 2 t/m 11 in 1977 | Hitnotering: week 2 t/m 11 in 1977 | Hitnotering: week 2 t/m 11 in 1977 | Hitnotering: week 2 t/m 11 in 1977 | Hitnotering: week 2 t/m 11 in 1977 | Hitnotering: week 2 t/m 11 in 1977 | Hitnotering: week 2 t/m 11 in 1977 | Hitnotering: week 2 t/m 11 in 1977 | Hitnotering: week 2 t/m 11 in 1977 | Hitnotering: week 2 t/m 11 in 1977 | Hitnotering: week 2 t/m 11 in 1977 |
| Week:                              | 1                                  | 2                                  | 3                                  | 4                                  | 5                                  | 6                                  | 7                                  | 8                                  | 9                                  | 10                                 |                                    |
| ---------------------------------- | ---------------------------------- | ---------------------------------- | ---------------------------------- | ---------------------------------- | ---------------------------------- | ---------------------------------- | ---------------------------------- | ---------------------------------- | ---------------------------------- | ---------------------------------- | ---------------------------------- |
| Positie:                           | 29                                 | 16                                 | 10                                 | 5                                  | 3                                  | 2                                  | 2                                  | 5                                  | 14                                 | 29                                 | uit                                |

Ultratop 50
| Hitnotering: week 2 t/m 12 in 1977 | Hitnotering: week 2 t/m 12 in 1977 | Hitnotering: week 2 t/m 12 in 1977 | Hitnotering: week 2 t/m 12 in 1977 | Hitnotering: week 2 t/m 12 in 1977 | Hitnotering: week 2 t/m 12 in 1977 | Hitnotering: week 2 t/m 12 in 1977 | Hitnotering: week 2 t/m 12 in 1977 | Hitnotering: week 2 t/m 12 in 1977 | Hitnotering: week 2 t/m 12 in 1977 | Hitnotering: week 2 t/m 12 in 1977 | Hitnotering: week 2 t/m 12 in 1977 | Hitnotering: week 2 t/m 12 in 1977 |
| Week:                              | 1                                  | 2                                  | 3                                  | 4                                  | 5                                  | 6                                  | 7                                  | 8                                  | 9                                  | 10                                 | 11                                 |                                    |
| ---------------------------------- | ---------------------------------- | ---------------------------------- | ---------------------------------- | ---------------------------------- | ---------------------------------- | ---------------------------------- | ---------------------------------- | ---------------------------------- | ---------------------------------- | ---------------------------------- | ---------------------------------- | ---------------------------------- |
| Positie:                           | 29                                 | 18                                 | 11                                 | 6                                  | 5                                  | 3                                  | 2                                  | 3                                  | 6                                  | 8                                  | 18                                 | uit                                |

Duitsland
| Land      | pieknotering | aantal weken |
| --------- | ------------ | ------------ |
| Duitsland | 11           | 10           |

#### Remix van John Marks in 2009
Single Top 100
| Positie: | 89 | 83 | uit |